# Inferno (Doctor Who)
Inferno (Infierno) es el cuarto y último serial de la séptima temporada de la serie británica de ciencia ficción Doctor Who, emitido originalmente en siete episodios semanales del 9 de mayo al 20 de junio de 1970. Este serial marca la última aparición regular de Caroline John en el papel de Liz Shaw. En una encuesta de Doctor Who Magazine de 2009 fue juzgado como la mejor historia del Tercer Doctor, y la 31.ª mejor de toda la serie (de un total de 200).

## Argumento
"El infierno" es el nombre dado a un proyecto para penetrar en la corteza terrestre y alcanzar bolsas de gas Stahlman, que se teoriza puede proporcionar incontables cantidades de energía barata. El profesor Stahlman en persona está de mal genio y obsesionado por cualquier interferencia en el progreso de su trabajo. Sir Keith Gold, el director del proyecto, está preocupado por esto y le dice a Petra Williams, la asistente de Stahlman, que va a llamar a Greg Sutton, un experto en prospección petrolífera, para consultarle sobre los asuntos de seguridad. UNIT está vigilando la seguridad en el proyecto. El Tercer Doctor también está presenta, ya que está usando la salida del reactor nuclear del proyecto para dar energía a experimentos en la consola de la TARDIS, que ha sacado de la misma esperando poder repararla y así evadir el exilio en la Tierra que le impusieron los Señores del Tiempo (The War Games).
El proyecto, sin embargo, tiene sus propios problemas. Harry Slocum, un trabajador reparando una de las tuberías de extracción, encuentra una baba tóxica verde saliendo de la tubería, que rápidamente muta en una criatura humanoide que mata a varios técnicos y un soldado. Una cantidad de la sustancia que hay en una jarra también quema ligeramente la mano de Stahlman. Mientras tanto, mientras está operando en la consola de la TARDIS, el Doctor desaparece ante los ojos de los sorprendidos Brigadier Lethbridge-Stewart y Liz, y llega a un universo paralelo. En esta Tierra, Gran Bretaña es una república bajo un régimen fascista, y se implica que la familia real británica fue ejecutada en 1943. El proyecto Inferno también está funcionando, aunque más avanzado en esta realidad. El proyecto se desarrolla en las líneas de un campo de trabajo científico, bajo los auspicios del "Director Stahlmann", la versión en esta realidad del profesor Stahlman. El Doctor es capturado e interrogado por las Fuerzas de Seguridad Republicanas, encontrando versiones brutales alternativas de sus amigos, el "Líder de Brigada" Lethbridge-Stewart, la "Líder de Sección" Elizabeth Shaw, y el "Líder de Pelotón" Benton. Sir Keith Gold existía en este universo, pero murió en un accidente de coche provocado por Stahlmann. El Doctor intenta convencer a las versiones paralelas de sus amigos de que viene de otro universo, pero creen que está intentando fingir demencia. El Doctor logra escapar de su celda e intenta detener la extracción, pero le descubren. El Doctor ruega que paren, diciéndoles que el sonido de crujidos que viene de la extracción es el sonido del planeta "gritando su ira".
Mientras Stahlmann apunta al Doctor con la pistola del Líder de Brigada, un terremoto azota la instalación y la mayoría de técnicos y tropas huyen del complejo aterrorizados. La temperatura se eleva rápidamente mientras más baba verde sale de las tuberías. Stahlman y la mayoría de los científicos se convierten en primords. El Doctor piensa que la Tierra paralela está condenada e intenta convencer a los otros de que puede evitar que esto ocurra en su propio universo si le ayudan a regresar, pero rechaza las peticiones del Líder de Brigada de que les salve a ellos también. Finalmente, accediendo a ayudar al Doctor, el grupo lucha contra las hordas de primords, incluyendo a un infectado y mutado Benton, con extintores de incendios, ya que las criaturas se vuelven más fuertes con el calor y son más débiles con el frío. La Petra paralela, con la ayuda de Sutton, logra proporcionar energía a la consola de la TARDIS. En el último momento, el líder de Brigada intenta disparar al Doctor si no les ayuda, pero le mata la Líder de Sección Shaw de un disparo. El Doctor logra regresar a su propio universo justo cuando un muro de lava se dirige hacia la cabaña.
El Doctor regresa a su propia realidad. Tras despertar de un coma, el Doctor descubre que como Sir Keith Gold había sobrevivido a su accidente de coche en este universo, esto significaba que "la pauta se podía cambiar" y que esta Tierra no estaba obligada a sucumbir como ocurrió con la paralela. El Doctor va a la sala de control principal e intenta detener el proyecto destruyendo el equipo, pero le detienen tropas de UNIT. La extracción casi ha llegado al punto crítico de "penetración cero", pero Sir Keith está reticente a detener el proyecto sin pruebas suficientes. Sin embargo, el Stahlman de este mundo ya ha mutado en primord, y ataca la sala de control antes de que el Doctor y Sutton le maten con extintores de incendios. Petra hace que detengan la perforación, y con el proyecto abandonado, Sir Keith anuncia su plan de rellenar el agujero. Poco después de que el reactor nuclear sea desactivado, y después de un altercado con el Brigadier, el Doctor intenta repara la consola de la TARDIS una última vez, pero acaba a unos cientos de yardas de distancia, en un vertedero cercano.

### Continuidad
Esta historia marca la última aparición de la consola original de la TARDIS, que se había usado en la serie desde el primer episodio, An Unearthly Child. La historia la muestra fuera de la TARDIS funcionando mal.
Liz Shaw no volvió a aparecer en ningún otro serial, aunque una imagen ilusoria suya aparece en The Five Doctors. En Death of the Doctor, episodio de The Sarah Jane Adventures, se dice que está en la base lunar de UNIT. En el siguiente serial, Terror of the Autons, al principio de la siguiente temporada, simplemente se menciona que Liz volvió a Cambridge.
En The Mind of Evil, la máquina Keller ataca al Doctor con imágenes de fuego e incendios, y el Doctor dice que "No hace mucho tiempo vi un mundo entero consumido por el fuego", haciendo referencia a este serial.

## Producción
| Episodio          | Fecha de emisión    | Duración | Espectadores en millones | Estado en el archivo     |
| ----------------- | ------------------- | -------- | ------------------------ | ------------------------ |
| Episodio 1        | 9 de mayo de 1970   | 23:31    | 5,7                      | Conversión de NTSC a PAL |
| Episodio 2        | 16 de mayo de 1970  | 22:04    | 5,9                      | Conversión de NTSC a PAL |
| Episodio 3        | 23 de mayo de 1970  | 24:34    | 4,8                      | Conversión de NTSC a PAL |
| Episodio 4        | 30 de mayo de 1970  | 24:57    | 6,0                      | Conversión de NTSC a PAL |
| Episodio 5        | 6 de junio de 1970  | 23:42    | 5,4                      | Conversión de NTSC a PAL |
| Episodio 6        | 13 de junio de 1970 | 23:32    | 6,7                      | Conversión de NTSC a PAL |
| Episodio 7        | 20 de junio de 1970 | 24:33    | 5,5                      | Conversión de NTSC a PAL |
| [ 1 ] [ 2 ] [ 3 ] |                     |          |                          |                          |

Don Houghton llegó a Terrance Dicks con una idea para la historia basada en el Proyecto Mohole, de la vida real. Un presupuesto más reducido para el serial trajo la idea del mundo paralelo, donde el estudio podría usar a los mismos actores en papeles múltiples. A pesar de que sólo se acreditó a Douglas Camfield como director, los episodios del 3 al 7 los dirigió el productor Barry Letts, después de que Camfield tuviera un ligero ataque cardiaco el 27 de abril de 1970. Letts dijo después que las preparaciones de Camfield habían sido tan meticulosas, que se limitó a seguir sus planes sin más. Camfield fue acreditado como director, ya que la regulación de la BBC en la época prohibía a ninguna persona ser acreditada para más de un papel de producción, y no querían que la enfermedad de Camfield fuera de conocimiento público, por si pudiera hacer daño a su carrera.
Derek Ware no hizo la escena donde el soldado mutado Wyatt es disparado y cae desde lo alto de una de las torres de refrigeración, por si acaso pudiera herirse, ya que le necesitaban para la grabación de estudio. Le sustituyó Roy Scammell, que también interpretaba al soldado que dispara el tiro mortal. Ware también dijo en una entrevista que Scammell ya había firmado para hacer la caída antes de que Ware hubiera sido escogido para interpretar a Wyatt. En la época en que se filmó, fue la caída de mayor altura realizada por un especialista británico. La interpretación de John Levene de Benton como Primord, se inspiró en la obra Ricardo III (con ese mote por la joroba del primord).
A Caroline John le encantó su papel como la Líder de Sección Elizabeth Shaw y dijo que fue divertido interpretar a la Liz "fascista". También dijo que odió interpretar a la versión normal porque era aburrido comparado con ser un personaje maligno. Sin embargo, le incomodó mucho la escena en que Shaw dispara al Líder de Brigada Lethbridge-Stewart, ya que estaba embarazada en ese momento. De esta forma, la escena se grabó con el arma disparada desde fuera de plano, tras lo cual se mostraba a Shaw guardando la pistola en su funda.
Durante las escenas en la Tierra paralela, se ven pósteres con imágenes del supuesto líder de la dictatorial república británica. La imagen usada es la del diseñador de efectos especiales Jack Kine, en homenaje a la adaptación de la BBC de 1954 de Nineteen Eighty-Four, donde el rostro del Gran Hermano era el del director de diseño televisivio Roy Oxley (Kine había trabajado en los efectos especiales de aquella producción).
El episodio 6 tiene una pequeña sección dañada en la cinta de video doméstica, que el Doctor Who Restoration Team reemplazó recoloreando a mano el trozo en las copias en celuloide en blanco y negro que existían.

### Música
La música de este episodio fue obra del BBC Radiophonic Workshop, aunque poca fue necesaria para este serial en concreto. Incluía Blue Veils and Golden Sands, The Delian Mode (ambas de Delia Derbyshire), TARDIS Control on Warp & Transfer, Battle Theme, Homeric Theme, Attack of the Alien Minds, Souls in Space (todas de Brian Hodgson) y Build Up To (de David Vorhaus). Según la publicación en DVD del serial de la ITV Timeslip, la música se reutilizó en la segunda parte de la producción de ese programa, The Time of the Ice Box.